# Køge Adventistkirke
Køge Adventistmenighed blev stiftet den 22. maj 1932 på Jernbanehotellet. Menigheden blev stiftet af Pastor Gaston Emanuel Westman efter at han havde holdt en serie evangeliske møde i foråret 1932, netop på Jernbanehotellet. Menigheden er en del af Syvende Dags Adventistkirken i Danmark.
Menigheden havde ved stiftelsen 31 medlemmer, heraf var de 28 døbt af Westman.
Stiftelsen af menigheden Køge gik ikke stille fra sig, blandt andet samme dag som stiftlesen fandt sted gik Pastor Gjørup på talerstolen i Skt. Nicolaikirken for at tale imod adventisternes syn på voksendåb.
I de første 30 år samledes menigheden i et privat hjem i Køge i Niels Juelsgade. I denne periode faldt medlemstallet i menigheden til 19 personer.  
I 1952 købte menigheden ejendommen i Bjerggade 20. Denne bygning skulle bruges som både kirke og præstebolig, og der var desuden tre værelser på 1. sal som i starten blev udlejet. Bjerggade 20 var den Katolske kirkes skolebygning men da den ikke var i brug mere kunne Adventistmenigheden i Køge købe bygningen, et medlem i kirken mindes at indkøbsprisen var ca. 40.000 kr. 
Da den nye kirkebygning var købt, blev den ud over brugen til gudstjenesterne om lørdagen også benyttet af kirkens spejdertrop og som søndagsskole. Der var i 1955 45 børn i søndagsskolen og 25 i spejdertroppen, dog var der nogle af børnene der var medlemmer begge steder. Både søndagsskolen og spejdertroppen er i dag nedlagt. 
I 1980’erne voksede medlemstallet i kirken og bygningen i Bjerggade 20 blev for lille til menigheden, derfor købte man grunden Parkvej 13 og i 1989 indviede man en helt ny og moderne kirkebygning der i dag er rammen om kirkens aktiviteter.
Medlemstallet for menigheden i dag liger på ca. 70 voksne.
Der er flere aktiviteter i kirken heriblandt et ugentligt bibelstudium og gudstjeneste, samt en bibellæsegruppe. Kirken har et årligt loppemarked, hvor overskuddet går til ADRA, samt mulighed for at fejre juleaften i kirken.